# Ортопедски улошци
Ортопедски улошци су техничке справе које служе за корекцију спуштеног свода стопала и успостављање и поправљање оштећења локомоторног система, корекцији естетских недостатака тела и лакше обаљање физиолошких покрета и кретању.

## Врсте
Ортопедски улошци који нивелишу делове стопала,и тимр успостављају равнотежу притиска на табану, према врсти могу бити:
- Корективни - који се користе за структурно равно стопало.
- Компензаторни
- Потпорни - који се примењују код болних стопала код одраслих,  без промена на костима

## Етиологија
Само  неки од узрока микротраума, којима је при ходу изложено стопало савременог човека, а који са потом са стопала преносе на колена, кукове и кичму су:
- Смањено кретање,
- неприкладна обућа,
- ход и спортови на тврдим подлогама,
- продужење живота,
- повећано оптерећење на раду

Зато ципеле увек морају пратити тежиште тела а ортопедски улошци као саставни део обуће требало би да смање дејство тих микротраума на систем за кретање човека. 

## Индикације
Најчешће индикације за примену уложака су:
- Равно стопало (лат. pes planovalgus) -  је најчешћи статички деформитет стопала, који се карактерише  губитком нормалних, физиолошких сводова.
- Спуштен трансверзални свод стопала   (лат. pes planovalgus) - ослонац је на свим главицама метатарзалних костију, рис је спуштен и спљоштен. Код овог поремећаја примењује се уложак са метатарзалним јастучићем.
- Издубљено стопало  (лат. pes cavus) - је високодинамичан деформитет, најчешће узрокован  неуролошким поремећајима услед оштећења централног нервни систем. Уздужни свод је значајно подигнут и скраћен, прсти су чекићасти, ток је прогресиван. За корекцију се користи уложак са продуженим сводом.[1]
- Спортске активности
- Дијабетесно стопало - је болест стопала настала услед лоше исхране ткива стопала. Поред специјалних ципела и чарапа без шавова, потребно је користити меке растеретне улошке.[2][3]
- Болност предњег дела стопала (лат. metatarsalgia) - лечи се применом корективних уложака.
- Петни трн  (лат. calcar calcanei) - је трнаста израслина или осификација изазвана претераним оптерећењем. Бол настаје услед упалних промена меких ткива. trnasta izraslina kalkaneusa. За растерећење се користи уложак са перфорираном петом.

## Карактеристике
Ортопетски улошци и уметци за подршку свода су биомеханички пројектовани са јединственим карактеристикама које побољшавају покретљивост, повећавају удобност и помажу у ублажавању болова у стопалима.
Подршка за анатомски лук уметака за ципеле контролише прекомерну пронацију, побољшава поравнање стопала и ногу и помаже у ублажавању болова код равних стопала.
Иновативни улошци и умеци за ципеле са дубоким седиштем за пету, са пеном за јастуке улушка ублажавање болова од плантарног фасциитиса.
Мека, амортизирајућа пена која покрива уметак обликује се на контуре стопала, повећавајући удобност и ублажавајући тачке притиска.
Улошци се могу направити на посебном калупу за сваку величину ципела или индиивидуални отисак стопала, за прецизно пристајање и врхунску удобност.
Ортопедски улошци и улошци за стопала са подршком за лук доступни су у различитим стиловима и дебљинама, укључујући улошке за чизме, улошке за пете, гел улошке и подршку за лук за равне табане.